# Фурчі-Сікуло
Фурчі-Сікуло (італ. Furci Siculo, сиц. Furci Sìculu) — муніципалітет в Італії, у регіоні Сицилія,  метрополійне місто Мессіна.
Фурчі-Сікуло розташоване на відстані близько 510 км на південний схід від Рима, 180 км на схід від Палермо, 29 км на південний захід від Мессіни.
Населення — 3396 осіб (2014).
Щорічний фестиваль відбувається I неділі жовтня. Покровитель — Maria SS.ma del Rosario.

## Демографія
Населення за роками:

Станом на 1 січня 2023 року в муніципалітеті офіційно проживали 133 іноземці з 20 країн, серед них 76 громадян країн Євросоюзу та 10 громадян України.

## Сусідні муніципалітети
- Казальвеккьо-Сікуло
- Пальяра
- Роккалумера
- Санта-Лучія-дель-Мела
- Санта-Тереза-ді-Рива
- Савока